# 孕烯
孕烯（英語：pregnene）也称为孕甾烯，是孕烷带一个碳碳双键的衍生物，是许多甾体激素的结构母核。
常见的例子有可的松等：

可的松
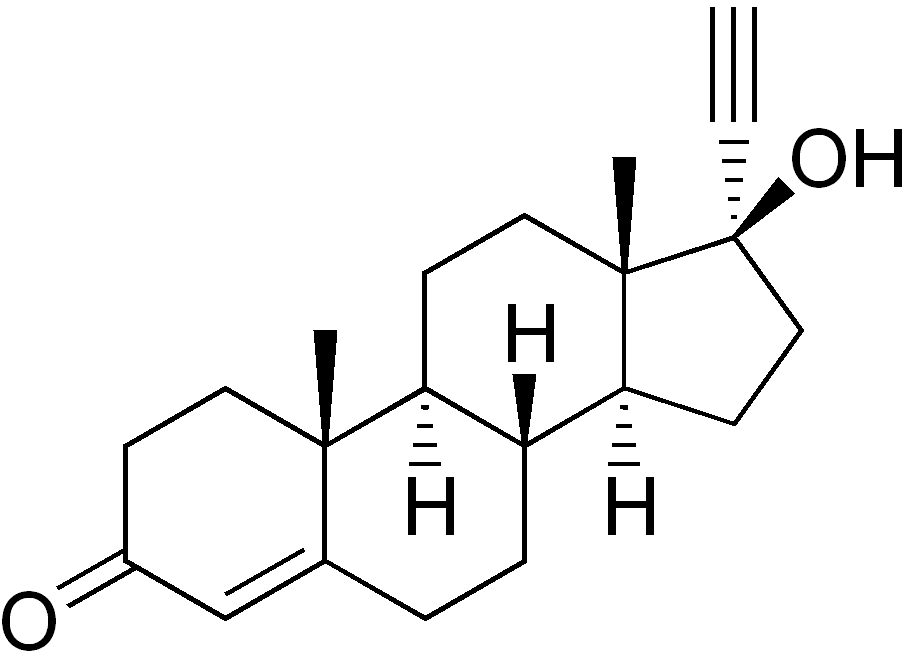
炔孕酮
螺内酯